# (1913) Sekanina
(1913) Sekanina es un asteroide perteneciente al cinturón de asteroides descubierto por Karl Wilhelm Reinmuth el 22 de septiembre de 1928 desde el observatorio de Heidelberg-Königstuhl, Alemania.

## Designación y nombre
Sekanina se designó inicialmente como 1928 SF.
En 1976 fue nombrado en honor del astrónomo estadounidense de origen checo Zdenek Sekanina.

## Características orbitales
Sekanina orbita a una distancia media de 2,878 ua del Sol, pudiendo alejarse hasta 3,105 ua y acercarse hasta 2,652 ua. Tiene una excentricidad de 0,0788 y una inclinación orbital de 1,567°. Emplea en completar una órbita alrededor del Sol 1784 días.